# Celatoblatta immunda
Celatoblatta immunda är en kackerlacksart som först beskrevs av Robert Walter Campbell Shelford 1911.  Celatoblatta immunda ingår i släktet Celatoblatta och familjen storkackerlackor. Inga underarter finns listade i Catalogue of Life.